# Abasola hofferi
Abasola hofferi is een hooiwagen uit de familie Travuniidae. De wetenschappelijke naam van Abasola hofferi gaat  terug op Silhavý.